# 카고 (소프트웨어)
카고(Cargo)는 러스트(Rust) 프로그래밍 언어로 쓰여진 러스트 소스코드 컴파일러 rustc를 포함하는 빌드 시스템(build system)이다.
한편 러스트 패키지 매니저(Rust package manager)의 역할을 한다.

## 모질라(Mozilla)
카고(Cargo)는 러스트(Rust)와 함께 개발 및 배포등을 모질라 재단에서 관리한다.

## 프로젝트
다음은 카고의 버전을 확인하는 명령어라인이다. 카고의 설치여부를 포함하는 정보를 담고있다.
```
> cargo --version
```

다음 테이블(table)은 러스트(rust)와 카고(cargo)의 비교 예이다.
| 러스트    | 카고                                                         |
| sample.rs | sample.toml(디폴트 환경설정파일) /src(디폴트 폴더)/sample.rs |

## 파이어폭스
카고는 파이어폭스(firefox)의 안정화된 빌드를 위한 빌드 시스템(build system)으로 잘 알려져있다.

## 같이 보기
- 머큐리얼
- 닌자